# تحالف الأمة
تحالف الأمة هو تحالف انتخابي إسلامي في مصر.

## الأطراف التابعة
- حزب الراية
- حزب الإصلاح المصري
- حزب الأصالة
- حزب الشعب
- الحزب الإسلامي
- حزب الفضيلة
- حزب العمل الجديد[1]